# Fairfield (Nowy Jork)
Fairfield – miasto w Stanach Zjednoczonych, w stanie Nowy Jork, w hrabstwie Herkimer.